# Staudingeria albipennella
Staudingeria albipennella är en fjärilsart som beskrevs av George Duryea Hulst 1887. Staudingeria albipennella ingår i släktet Staudingeria och familjen mott. Inga underarter finns listade i Catalogue of Life.